# 茜空 (レミオロメンの曲)
「茜空」（あかねぞら）は、日本のロックバンド・レミオロメンのメジャー9作目（通算10作目）のシングル。

## 概要
- 前作「3月9日/パラダイム」から約1週間、一般流通としては前作「太陽の下」から約1年ぶりのシングル。映像作品『“ISLAND OVER THE HORIZON” at YOKOHAMA ARENA』と同時発売された[1][2][3]。
- 表題曲は日本中央競馬会『CLUB KEIBA』と[1][2][3]、株式会社レコチョク『レコチョク』のCMソングに起用された[2][4]。複数のタイアップを手掛けるのは初となった。
- 初めてカップリング曲が未収録となった。
- 初回限定盤と通常盤の2形態で発売され、初回限定盤には特典として表題曲のミュージック・ビデオを収録したDVDが同梱された[1][3]。
- 今作で『ミュージックステーション』に9度目の出演を果たした[5]。
- オリコンチャート初登場3位を獲得[6]。4作連続でのトップ3入りと月間チャート、年間チャート入りを果たした。また、前作に引き続き日本レコード協会からゴールドディスク認定を受けている。

## 収録曲
1. 茜空 [4:45]
作詞・作曲：藤巻亮太
編曲：レミオロメン、小林武史
ストリングスアレンジ：小林武史、四家卯大
2. 茜空 (Acoustic Version) [4:33]
作詞・作曲：藤巻亮太
編曲：レミオロメン、小林武史
表題曲のアコースティックバージョン。
3. 茜空 (Instrumental) [4:42]
作曲：藤巻亮太
編曲：レミオロメン、小林武史
ストリングスアレンジ：小林武史、四家卯大
表題曲のインストゥルメンタルバージョン。

## 参加ミュージシャン
レミオロメン
- 藤巻亮太：Vocal & Guitar
- 神宮司治：Drums
- 前田啓介：Bass

サポートミュージシャン
- 小林武史：Keyboards (全曲)
- 四家卯大ストリングス：Strings (#1,3)
- 安達練：Computer Programmed

## タイアップ
- 日本中央競馬会『CLUB KEIBA』CMソング (#1)
- 株式会社レコチョク『レコチョク』CMソング (#1)

## 収録アルバム
- 風のクロマ (#1)

## カバー
- 藤巻亮太 - 2019年4月3日リリースの「RYOTA FUJIMAKI Acoustic Recordings 2000-2010」で1曲目をセルフカバー。